# Rete celere di Basilea
La rete celere di Basilea (in tedesco S-Bahn Basel) è un servizio ferroviario suburbano che serve l'area metropolitana della città di Basilea, che si estende sul territorio di tre Stati (Svizzera, Francia e Germania).
La rete è composta da 8 linee, gestite dalle Ferrovie Federali Svizzere (FFS), la controllata SBB GmbH, la compagnia ferroviaria tedesca Deutsche Bahn (DB) e la società nazionale francese SNCF.

## Linee
La rete celere si compone di 8 linee:
- S 1 Basilea - Rheinfelden - Frick / Laufenburg
- S 3 Porrentruy - Delémont - Basilea - Liestal - Sissach - Olten
- S 5 Weil am Rhein - Lörrach - Steinen (- Zell im Wiesental)
- S 6 Basilea - Lörrach - Steinen - Zell im Wiesental
- S 9 Sissach - Läufelfingen - Olten
- TER Basilea - Saint-Louis - Mulhouse
- RB27 Basilea - Mühlheim - Freiburg im Breisgau
- RB30 Basilea - Rheinfelden (Baden) - Waldshut - Lauchringen

Le tratte svizzere della rete sono gestite dalle Ferrovie Federali Svizzere (FFS), mentre le linee tedesche (S5 ed S6) dalla controllata SBB GmbH. Le altre linee tedesche sono gestite de la DB Regio e la linea francese TER (da Mulhouse a Basilea) dalla SNCF.